# Arnstedt
Arnstedt là một đô thị thuộc huyện Mansfeld-Südharz, Sachsen-Anhalt, Đức. Đô thị Arnstedt có diện tích 8,76 km², dân số thời điểm ngày 31 tháng 12 năm 2006 là 590 người.